# Тайяталь
Тайяталь (нем. Thayatal) — национальный парк в Австрии, на территории земли Нижняя Австрия на границе с Чехией. Основан в 1999 году. Тайяталь — самый маленький из национальных парков Австрии, его площадь всего 1 300 гектар. Парк примыкает к находящемуся на территории Чехии национальному парку Подийи (Podyjí).
Национальный парк назван по реке Дые (или Тайя, нем. Thaya), петляющей здесь среди холмов. Окрестности реки, практически не затронутые в этом месте деятельностью человека, сохранили исключительное природное разнообразие флоры и фауны. Одним из самых интересных мест парка является гора Умлауфберг, вокруг которой Тайя почти замыкает круг.